# Змійка (річка)
Змійка, Дзвея — річка в Білорусі у Барановицькому й Корелицькому районах Берестейської й Гродненської областей. Ліва притока річки Уши (басейн Німану).

## Опис
Довжина річки 26 км, похил річки 1,6 м/км, площа басейну водозбору 190 км². Формується притоками, безіменними струмками та загатами. Річище від витоку вздовж 14,5 км каналізоване.

## Розташування
Бере початок за 1,5 км на північній стороні від села Стайкі. Тече переважно на північний схід понад селом Полонечка (колишнє містечко Полонечки) і на західній стороні від села Мала Медведка впадає у річку Ушу, ліву притоку річки Німану.

## Історія
У XIX столітті річка називалася Дзвея, а її верхів'я носило назву Мейка.